# Centruroides jaragua
Espèce
Centruroides jaragua est une espèce de scorpions de la famille des Buthidae.

## Distribution
Cette espèce est endémique de la province de Pedernales en République dominicaine,.

## Étymologie
Son nom d'espèce lui a été donné en référence au lieu de sa découverte, le parc national Jaragua.

## Publication originale
- Armas, 1999 : « Quince nuevos alacranes de La Española y Navassa, Antillas Mayores (Arachnida: Scorpiones). » Avicennia, vol. 10/11, p. 101-136.